# Final del Torneo Finalización 2014 (Colombia)
La final del Torneo Finalización 2014 de la Categoría Primera A del fútbol profesional colombiano fueron una serie de partidos de fútbol que se jugaron los días 17 y 21 de diciembre de 2014 para definir al segundo campeón del año del fútbol en Colombia. Los encuentros fueron disputados por los ganadores de los dos cuadrangulares semifinales: Santa Fe e Independiente Medellín, ganadores del grupo A y grupo B, respectivamente. El ganador fue Santa Fe venciendo a Independiente Medellín 3-2 en el global. Al campeón le corresponde un cupo a la fase de grupos de la Copa Libertadores 2015, siendo este el clasificado como Colombia 2.

## Llave
|                | vs. | Bandera del departamento de Antioquia |
| -------------- | --- | ------------------------------------- |
| Santa Fe 2 1 3 | vs. | Independiente Medellín 1 2            |

## Estadios
| Bogotá                                      | Medellín                  |
| ------------------------------------------- | ------------------------- |
| Estadio Nemesio Camacho El Campín           | Estadio Atanasio Girardot |
| Capacidad: 40.000                           | Capacidad: 44.739         |
| Estadio Nemesio Camacho El Campín de Bogotá |                           |

## Resultados
| 17 de diciembre de 2014, 19:30 | Independiente Medellín | 1:2 (1:0) | Santa Fe              | Estadio Atanasio Girardot, Medellín                        |                                                            |
|                                | Cano 37'               | Reporte   | Meza 65' · Morelo 68' | Asistencia: 44.739 espectadores Árbitro(s): Ulises Arrieta | Asistencia: 44.739 espectadores Árbitro(s): Ulises Arrieta |

| 21 de diciembre de 2014, 17:30 | Santa Fe  | 1:1 (0:0) | Independiente Medellín | Estadio El Campín, Bogotá                                |                                                          |
|                                | Arias 46' | Reporte   | Mosquera 89'           | Asistencia: 40.000 espectadores Árbitro(s): Luis Sánchez | Asistencia: 40.000 espectadores Árbitro(s): Luis Sánchez |

### Partido de ida
| 1          | POR        | Carlos Bejarano        |     |
| 23         | DEF        | Carlos Valencia        |     |
| 4          | DEF        | Andrés Mosquera        |     |
| 2          | DEF        | Hernán Pertúz          |     |
| 11         | MEF        | Vladimir Marín         |     |
| 19         | MED        | Jherson Córdoba        |     |
| 18         | MED        | Javier Calle           | 76' |
| 8          | MED        | John Hernández         |     |
| 17         | MED        | Christian Marrugo      |     |
| 9          | DEL        | Yorley Mena            |     |
| 14         | DEL        | Germán Cano            |     |
| Entrenador | Entrenador | Hernán Torres Oliveros |     |

| 12         | POR        | Camilo Vargas      |     |
| 4          | DEF        | Sergio Otálvaro    |     |
| 25         | DEF        | Yair Arrechea      |     |
| 21         | DEF        | Francisco Meza     |     |
| 22         | DEF        | Dairon Mosquera    |     |
| 16         | MED        | Daniel Torres      |     |
| 20         | MED        | Luis Manuel Seijas |     |
| 7          | MED        | Luis Carlos Arias  | 80' |
| 10         | DEL        | Omar Pérez         | 46' |
| 23         | DEL        | Jefferson Cuero    |     |
| 19         | DEL        | Wilson Morelo      | 88' |
| Entrenador | Entrenador | Gustavo Costas     |     |

| 16 | DEL | Elton Martins | 76' |

| 18 | MED | Armando Vargas     | 46' |
| 26 | DEF | Yerry Mina         | 80' |
| 27 | DEF | Ricardo Villarraga | 88' |

| Anotado | 37' | Germán Cano | 1-0 |

| Anotado | 65' | Francisco Meza | 1-1 |
| Anotado | 68' | Wilson Morelo  | 2-1 |

| Amonestado | 3' | Dairon Mosquera |

| Árbitro             | Ulises Arrieta  |
| Árbitros asistentes | Rolando Guevara |
| Árbitros asistentes | Paolo Benítez   |
| Cuarto árbitro      | Ramiro Suárez   |

| 1          | POR        | Carlos Bejarano        |     |
| 23         | DEF        | Carlos Valencia        |     |
| 4          | DEF        | Andrés Mosquera        |     |
| 2          | DEF        | Hernán Pertúz          |     |
| 11         | MEF        | Vladimir Marín         |     |
| 19         | MED        | Jherson Córdoba        |     |
| 18         | MED        | Javier Calle           | 76' |
| 8          | MED        | John Hernández         |     |
| 17         | MED        | Christian Marrugo      |     |
| 9          | DEL        | Yorley Mena            |     |
| 14         | DEL        | Germán Cano            |     |
| Entrenador | Entrenador | Hernán Torres Oliveros |     |

| 12         | POR        | Camilo Vargas      |     |
| 4          | DEF        | Sergio Otálvaro    |     |
| 25         | DEF        | Yair Arrechea      |     |
| 21         | DEF        | Francisco Meza     |     |
| 22         | DEF        | Dairon Mosquera    |     |
| 16         | MED        | Daniel Torres      |     |
| 20         | MED        | Luis Manuel Seijas |     |
| 7          | MED        | Luis Carlos Arias  | 80' |
| 10         | DEL        | Omar Pérez         | 46' |
| 23         | DEL        | Jefferson Cuero    |     |
| 19         | DEL        | Wilson Morelo      | 88' |
| Entrenador | Entrenador | Gustavo Costas     |     |

| 16 | DEL | Elton Martins | 76' |

| 18 | MED | Armando Vargas     | 46' |
| 26 | DEF | Yerry Mina         | 80' |
| 27 | DEF | Ricardo Villarraga | 88' |

| Anotado | 37' | Germán Cano | 1-0 |

| Anotado | 65' | Francisco Meza | 1-1 |
| Anotado | 68' | Wilson Morelo  | 2-1 |

| Amonestado | 3' | Dairon Mosquera |

| Árbitro             | Ulises Arrieta  |
| Árbitros asistentes | Rolando Guevara |
| Árbitros asistentes | Paolo Benítez   |
| Cuarto árbitro      | Ramiro Suárez   |

### Partido de vuelta
| 12         | POR        | Camilo Vargas     |     |
| 4          | DEF        | Juan Daniel Roa   |     |
| 25         | DEF        | Yair Arrechea     |     |
| 21         | DEF        | Francisco Meza    |     |
| 22         | DEF        | Dairon Mosquera   |     |
| 16         | MED        | Daniel Torres     |     |
| 20         | MED        | Yulián Anchico    |     |
| 7          | MED        | Luis Carlos Arias | 73' |
| 18         | MED        | Armando Vargas    |     |
| 23         | DEL        | Jefferson Cuero   | 90' |
| 19         | DEL        | Wilson Morelo     | 86' |
| Entrenador | Entrenador | Gustavo Costas    |     |

| 1          | POR        | Carlos Bejarano        |     |
| 23         | DEF        | Carlos Valencia        |     |
| 4          | DEF        | Andrés Mosquera        |     |
| 5          | DEF        | Diego Herner           |     |
| 11         | MEF        | Vladimir Marín         |     |
| 19         | MED        | Jherson Córdoba        |     |
| 18         | MED        | Javier Calle           | 69' |
| 8          | MED        | John Hernández         |     |
| 17         | MED        | Christian Marrugo      |     |
| 9          | DEL        | Yorley Mena            | 66' |
| 14         | DEL        | Germán Cano            |     |
| Entrenador | Entrenador | Hernán Torres Oliveros |     |

| 20 | MED | Luis Manuel Seijas | 76' |
| 16 | DEL | Yerry Mina         | 86' |
| 10 | MED | Omar Pérez         | 90' |

| 17 | DEL | Alfredo Morelos  | 66' |
| 26 | MED | Daniel Hernández | 69' |

| Anotado | 46' | Luis Carlos Arias | 1-0 |

| Anotado | 89' | Andrés Mosquera | 1-1 |

| Amonestado | 17' | Yair Arrechea     |
| Amonestado | 73' | Luis Carlos Arias |
| Amonestado | 73' | Camilo Vargas     |

| Amonestado | 5'  | Diego Herner |
| Amonestado | 62' | Yorleys Mena |
| Amonestado | 74' | John Córdoba |

| Árbitro             | Luis Sánchez    |
| Árbitros asistentes | Rolando Guevara |
| Árbitros asistentes | Paolo Benítez   |
| Cuarto árbitro      | Ramiro Suárez   |

| 12         | POR        | Camilo Vargas     |     |
| 4          | DEF        | Juan Daniel Roa   |     |
| 25         | DEF        | Yair Arrechea     |     |
| 21         | DEF        | Francisco Meza    |     |
| 22         | DEF        | Dairon Mosquera   |     |
| 16         | MED        | Daniel Torres     |     |
| 20         | MED        | Yulián Anchico    |     |
| 7          | MED        | Luis Carlos Arias | 73' |
| 18         | MED        | Armando Vargas    |     |
| 23         | DEL        | Jefferson Cuero   | 90' |
| 19         | DEL        | Wilson Morelo     | 86' |
| Entrenador | Entrenador | Gustavo Costas    |     |

| 1          | POR        | Carlos Bejarano        |     |
| 23         | DEF        | Carlos Valencia        |     |
| 4          | DEF        | Andrés Mosquera        |     |
| 5          | DEF        | Diego Herner           |     |
| 11         | MEF        | Vladimir Marín         |     |
| 19         | MED        | Jherson Córdoba        |     |
| 18         | MED        | Javier Calle           | 69' |
| 8          | MED        | John Hernández         |     |
| 17         | MED        | Christian Marrugo      |     |
| 9          | DEL        | Yorley Mena            | 66' |
| 14         | DEL        | Germán Cano            |     |
| Entrenador | Entrenador | Hernán Torres Oliveros |     |

| 20 | MED | Luis Manuel Seijas | 76' |
| 16 | DEL | Yerry Mina         | 86' |
| 10 | MED | Omar Pérez         | 90' |

| 17 | DEL | Alfredo Morelos  | 66' |
| 26 | MED | Daniel Hernández | 69' |

| Anotado | 46' | Luis Carlos Arias | 1-0 |

| Anotado | 89' | Andrés Mosquera | 1-1 |

| Amonestado | 17' | Yair Arrechea     |
| Amonestado | 73' | Luis Carlos Arias |
| Amonestado | 73' | Camilo Vargas     |

| Amonestado | 5'  | Diego Herner |
| Amonestado | 62' | Yorleys Mena |
| Amonestado | 74' | John Córdoba |

| Árbitro             | Luis Sánchez    |
| Árbitros asistentes | Rolando Guevara |
| Árbitros asistentes | Paolo Benítez   |
| Cuarto árbitro      | Ramiro Suárez   |

| Bandera de Colombia        |
| Campeón Santa Fe 8° Título |